# Реча (Селаж)
Реча (рум. Recea) — село у повіті Селаж в Румунії. Входить до складу комуни Виршолц.
Село розташоване на відстані 391 км на північний захід від Бухареста, 7 км на захід від Залеу, 68 км на північний захід від Клуж-Напоки.

## Населення
За даними перепису населення 2002 року у селі проживали 570 осіб.
Національний склад населення села:
| Національність | Кількість осіб | Відсоток |
| -------------- | -------------- | -------- |
| румуни         | 426            | 74,7%    |
| угорці         | 144            | 25,3%    |

Рідною мовою назвали:
| Мова      | Кількість осіб | Відсоток |
| --------- | -------------- | -------- |
| румунська | 427            | 74,9%    |
| угорська  | 143            | 25,1%    |